# Selenops angolaensis
Selenops angolaensis là một loài nhện trong họ Selenopidae.
Loài này thuộc chi Selenops. Selenops angolaensis được J. A. Corronca miêu tả năm 2002.